# Joe Keohane
Pour les articles homonymes, voir Keohane.
Joe Keohane, né en 1918 à Tralee dans le Comté de Kerry et décédé le 16 janvier 1988, était un joueur de football gaélique. Il a joué pour le club de John Mitchels GAA (basé à Tralee) et  l’équipe du Comté de Kerry avec lequel il remporta cinq All-Ireland, dix titres de champion du Munster ainsi qu'une Railway Cup, seule la Ligue nationale de football gaélique manque à son palmarès.
En 2000 il est nommé par l'association athlétique gaélique dans l'« équipe du Millénaire ».